# Relations entre le Gabon et l'Inde
Les relations entre le Gabon et l'Inde sont les relations bilatérales de la république gabonaise et de la république de l'Inde. Le Gabon a une ambassade à New Delhi. L'ambassade de l'Inde à Kinshasa, en République démocratique du Congo, est conjointement accréditée auprès du Gabon. L'Inde a également un consulat honoraire à Libreville.

## Histoire
Le ministre de la défense nationale du Gabon, Ali Bongo Ondimba, s'est rendu en Inde en novembre 2007,. Il s'y est rendu à nouveau en octobre 2015 en tant que président pour assister au 3e sommet du Forum Inde-Afrique à New Delhi. Plusieurs ministres gabonais se sont également rendus en Inde,. La seule visite d'un fonctionnaire du gouvernement indien au Gabon a eu lieu en septembre 2015, lorsque le ministre d'État pour le développement des ressources humaines et envoyé spécial du Premier ministre, Ram Shankar Katheria (en), s'est rendu à Libreville et a rencontré le président Ondimba.
Varsha Pallavi, assistant économique du chef de l'ambassade du Gabon à New Delhi, a représenté le pays au Forum agroalimentaire Inde-Afrique organisé par la Fédération des chambres de commerce et d'industrie indiennes (en) (Federation of Indian Chambers of Commerce & Industry - FICCI), le ministère de l'agriculture et le ministère du commerce et de l'industrie en février 2016. Le ministre indien de l'agriculture, Radha Mohan Singh (en), et des ministres de haut rang du Botswana, des Seychelles, de la Zambie et d'autres pays africains ont également participé au Forum.

## Commerce
Le commerce bilatéral entre le Gabon et l'Inde s'est élevé à 142,45 millions de dollars en 2015-16, en forte baisse par rapport aux 835,73 millions de dollars de l'exercice précédent. L'Inde a exporté pour 36,82 millions de dollars de marchandises vers le Gabon, et en a importé pour 105,63 millions de dollars. Les principaux produits exportés par l'Inde vers le Gabon sont la viande et les produits à base de viande, les produits pharmaceutiques, le coton, le fer et l'acier. Les principales marchandises importées par l'Inde du Gabon sont le bois et les articles en bois et les minerais,.
En juin 2010, Bharti Airtel a conclu un accord pour racheter les activités de téléphonie mobile de Zain dans quinze pays africains, dont le Gabon, pour 8,97 milliards de dollars, dans le cadre de la deuxième plus importante acquisition indienne à l'étranger après le rachat de Corus par Tata Steel en 2007 pour treize milliards de dollars. Bharti Airtel a finalisé l'acquisition le 8 juin 2010. Tata Chemicals (en) a annoncé en avril 2011 qu'il investirait 290 millions de dollars pour acquérir une participation de 25,1 % de l'entreprise singapourienne Olam International dans un projet de fabrication d'urée situé près de la ville portuaire de Port-Gentil. Tata a déclaré qu'elle exporterait 25 % de la production totale de l'usine en Inde.